# 1999 HK1
1999 HK1 är en asteroid i huvudbältet som upptäcktes den 16 april 1999 av LINEAR i Socorro County, New Mexico.